# 685 (szám)
A 685 (római számmal: DCLXXXV) egy természetes szám, félprím, az 5 és a 137 szorzata.

## A szám a matematikában
A tízes számrendszerbeli 685-ös a kettes számrendszerben 1010101101, a nyolcas számrendszerben 1255, a tizenhatos számrendszerben 2AD alakban írható fel.
A 685 páratlan szám, összetett szám, azon belül félprím, kanonikus alakban az 51 · 1371 szorzattal, normálalakban a 6,85 · 102 szorzattal írható fel. Négy osztója van a természetes számok halmazán, ezek növekvő sorrendben: 1, 5, 137 és 685.
Tizenhétszögszám.
A 685 négyzete 469 225, köbe 321 419 125, négyzetgyöke 26,17250, köbgyöke 8,81516, reciproka 0,0014599. A 685 egység sugarú kör kerülete 4303,98194 egység, területe 1 474 113,813 területegység; a 685 egység sugarú gömb térfogata 1 346 357 282,4 térfogategység.